# 莫琳·乔治
莫琳·乔治（英語：Maureen George，1955年9月1日—），津巴布韦女子曲棍球运动员。她曾代表津巴布韦国家队参加1980年夏季奥林匹克运动会曲棍球比赛，获得一枚金牌。